# Бандити в масках
«Бандити в масках» — фільм 2007 року.

## Сюжет
Ця банда ризикованих хлопців, які скоїли безліч пограбувань, нині дозволила собі відпочити. Та представники закону переслідують їх завжди, напруга й очікування судного дня у відділенні поліції маячить над ними, як дамоклів меч. Чи будуть вони і далі так зухвало грабувати перед очима поліції? Чи зможуть піти з цієї справи?